# Asociación Internacional de Artes Plásticas
La Asociación Internacional de Artes Plásticas (AIAP) (en inglés International Association of Art , abreviado internacionalmente como IAA, en francés Association internationale des arts plastiques AIAP y en alemán  Internationale Gesellschaft der Bildenden Künste IGBK), es una organización no gubernamental internacional, afiliada y con sede en la UNESCO.
Fundada en 1954 a iniciativa de la UNESCO es la organización de las artes visuales más grande del mundo, conformada por 92 Comités Nacionales. Asesora a la UNESCO en materia de artes visuales, mediante la organización de reuniones regionales, plantea y estudian la situación de los artistas en las diferentes regiones culturales del planeta.

## Historia
Los orígenes de la Asociación Internacional de Artes Plásticas, se remontan a la III Conferencia General de la UNESCO, celebrada en Beirut, Líbano, en el año 1948. En esta conferencia al director general se le exigió buscar "formas para que los artistas puedan ser parte de los objetivos de la UNESCO ", descubrir cuáles son los obstáculos de orden social, económico o político de los artistas y recomendar medidas que mejoren esas condiciones.
En 1951, la Conferencia de la UNESCO, en su sexto período de sesiones, facultó al director general para organizar una conferencia internacional de artistas, estudiar las condiciones reales de la libertad de los artistas en diversos países y para inquirir en los medios de relacionarlos más estrechamente a la labor de la UNESCO . En consecuencia, en 1952, se celebró una conferencia de artistas plásticos en Venecia, con 23 gobiernos y 48 asociaciones de artistas de 19 países, se manifestaron a favor de la creación de una asociación internacional de pintores, escultores y grabadores. Se formó un consejo provisional bajo la presidencia de Gino Severini (Italia), y se operó desde París para organizar una Asamblea General Constitutiva.
En 1954, nuevamente en Venecia, la Asamblea General Constitutiva de la Asociación fue convocada por primera vez y se declararon los objetivos básicos de IAA / AIAP. En esta primera asamblea, participaron 18 países (con los comités nacionales ya formados) y con observadores de otros 22 países. 
Artistas como Joan Miró, Georges Braque, Robert Delaunay, Hans Hartung, Marie Laurencin, Roberto Matta, Jean Lurçat, André Masson, Victor Vasarely, Henry Moore, Jesús Rafael Soto, Alexander Calder, han formado parte de la historia de la IAA / AIAP.
Desde su creación se le dio a IAA / AIAP la condición de asociación de la UNESCO, como un organismo no gubernamental, con el estatus de consultora.
En 2012 una propuesta fue presentada en la decimoséptima Asamblea General de la Asociación Internacional de Arte en Guadalajara para declarar el 15 de abril como el Día Mundial del Arte, la fecha se eligió en honor al día del nacimiento de Leonardo da Vinci.

## Países miembros
Los Estatutos de la AIAP fueron establecidos en coordinación con la UNESCO. De acuerdo con sus Estatutos, la Asamblea General elige al Presidente, al Vicepresidente y a los Coordinadores de las cinco regiones de la AIAP (Asia-Pacífico, África, Los Estados Árabes, Latinoamérica y el Caribe, Europa), así como a otros cinco miembros del Comité Ejecutivo.
Los comités nacionales, uno por cada país, se organizan como asociaciones o uniones de artistas visuales, creados por artistas profesionales y de los que son miembros 74 países:
- Argelia, Angola, Benín, Burkina Faso, Camerún, República Centroafricana, República Democrática del Congo, Egipto, Madagascar, Mauricio, Marruecos, Namibia, Ruanda, Túnez.

- Bolivia, Brasil, Canadá, Chile, Colombia, Costa Rica, Cuba, México, Panamá, Paraguay, Perú, Puerto Rico, Uruguay, Estados Unidos de América, República Dominicana, Venezuela.

- Irak, Israel, Japón, República Popular Democrática de Corea, República de Corea, Kuwait, Líbano, Malasia, Mongolia, Nepal, Pakistán, Filipinas, Sri Lanka, Tailandia.

- Australia.

- Armenia, Austria, Bielorrusia, Bélgica, Bulgaria, Croacia, Chipre, República Checa, Dinamarca, Estonia, Finlandia, Alemania, Grecia, Hungría, Islandia, Irlanda, Letonia, Lituania, Mónaco, Noruega, Polonia, Rumania, Federación de Rusia, San Marino, Eslovaquia, Eslovenia, España, Suecia, Suiza, Turquía, Reino Unido de Gran Bretaña e Irlanda del Norte, Ucrania.

- Internationale Gesellschaft der Bildenden Künste (IGBK) (ver en Wikipedia en idioma alemán)

## Objetivos
La Asociación Internacional de Artes Plásticas (AIAP) (en inglés International Association of Art , IAA), es una red que reúne organizaciones de representación de los artistas visuales profesionales, reúne a más de 100 organizaciones en todo el mundo, coopera y coordina sus actividades con la UNESCO y con otras organizaciones relacionadas con las artes y la cultura. 
Entre los principales objetivos de la AIAP/IAA, por ejemplo, en Europa están el intercambio entre artistas y organizaciones activas en las esferas del arte y la cultura en Europa y fuera de ella; el debate y la elaboración artística de los asuntos de Europa, así como la promoción del flujo de información relativa a las condiciones de trabajo,  los sistemas de seguridad, los derechos de autor y la libre circulación de obras de arte.
El AIAP/IAA Europa propone debates sobre temas relacionados con las artes, como la legislación fiscal, la financiación, la diversidad cultural y la educación artística. Y mantiene en estrecho contacto con otras organizaciones culturales europeas como el Foro Europeo para las Artes y el Patrimonio (FEAP) y del Consejo Europeo de Artistas (ECA). 
El AIAP/IAA expide también un certificado a las autoridades aduaneras, que permite a los artistas importar sus obras en todo los Estados signatarios sin restricciones.

## Carnet Internacional de Artista Plástico
El carnet internacional de artista es un documento expedido por las asociaciones de artistas visuales en todo el mundo que forman parte de la AIAP/IAA.
Este documento permite identificar a los artistas plásticos de cara a galerías, centros culturales y museos de todo el mundo. Con el carnet se le permite el acceso gratuito a los artistas y en algunas excepciones el pago de una cuota reducida para el acceso.

## Recomendación relativa a la Condición del Artista
La AIAP/IAA participó como consultora en la elaboración del documento que recoge las recomendaciones relativas a la condición del artista, presentado el 27 de octubre de 1980, durante la XXI Conferencia General de la Organización de las Naciones Unidas para la Educación, la Ciencia y la Cultura (UNESCO) en Belgrado del 23 de septiembre al 28 de octubre de 1980.
Este documento sirve como hoja de ruta, para que los países miembros de la UNESCO apliquen , entre otras cosas, políticas culturales, económicas, fiscales y de protección a las artes y a los artistas en todas las ramas y disciplinas artísticas.